# 上海法租界公董局
上海法租界公董局是上海法租界的最高行政当局。1854年，上海法租界为抵御小刀会给租界带来的损失，从而加入上海英美租界，受上海租界工部局统一管理。1862年4月29日，法蘭西第二帝國驻上海领事爱棠宣布法租界自行筹办市政机构“法租界筹防公局”，1865年后确定译名为上海法租界公董局。1943年7月30日，法国维希政府与汪精卫政府签订协议，放弃在华治外法权和租界，上海法租界被收回，法租界公董局亦于同日解散。

## 历史
1854年，小刀会起义后，中国政府丧失了对于上海外侨租界的控制。上海英租界、法租界、美租界宣布合并，并且组织上海市政厅，汉译“上海租界工部局”。三个租界的行政、司法权利由工部局统一负责。1862年，三次攻打上海未果的太平军最终退出上海境内，上海安全危机缓解；同时，由于三个租界合并后，因文化的差异，导致法租界与英、美租界矛盾不断；所以，当年4月29日，法国驻上海领事爱棠宣布自行组织法租界市政管理机构“法租界筹防公局”，并委任施米特、梅纳等五人担任筹防公局委员，在事实上退出了工部局。
在汉语中，“董”字意思为主管、掌管。因筹防公局实行委员制，因此在1865年以后，官方译名便改为“公董局”，另一方面也用来相区分于工部局。公董局成立以后，其组成人员由法国驻沪领事任命，担任公董局雇员的一般也为法国籍市民。法国自组公董局的行为，最终招致英国驻沪领事密迪乐爵士的抗议，称这一行为完全违反英法美三方共同订立的《上海土地章程》。爱棠领事复函反驳，并将时任法国驻华公使布尔布隆的训令——即法国公使在1853年签字同意的法租界加入英、美租界的《土地章程》并未通过法國皇帝拿破仑三世批准的情况——抄录给美国驻沪领事熙华德。
1866年7月，法国外交部制定《上海法租界公董局组织章程》。1869年，驻华各国公使同时批准《上海土地章程》和法租界《公董局组织章程》，从法理上承认上海法租界的独立管辖权。
1914年，北洋政府以法租界拘捕并引渡在租界内的革命党人为条件，同意法租界扩张。为确保法租界得以实施，公董局在当年4月8日增设三名华董以平复华人情绪，但这三名董事并不能出席董事会议。1926年4月后，受到五卅运动的影响，公董局宣布华董可以参加董事会议。1943年7月30日，汪精卫政府收回法租界，公董局宣告解散。

## 组织机构
上海法租界公董局作为法租界最高市政机构，内设决策咨询机构和行政管理机构两个部分，由公董局董事会和各执行部门组成。

### 公董局董事会
法租界公董局董事会，是上海法租界决策咨询机构。1862年5月9日召开第一次董事会会议，皮少耐为首任总董，梅纳为副总董。
法租界公董局董事会根据《公董局组织章程》主要负责讨论：公董局收支预算；税率制定；批准减免税款事项；公产的购入、卖出；批准辟筑道路，兴建公共事业设施，规划城市发展；整顿交通、改善租界卫生；法国领事交付讨论的事宜。
董事会除日常会议外，另设有10个下属专门委员会，分别为：

| - 财政委员会 - 工务及警务委员会 - 卫生委员会 - 人事委员会 - 教育委员会 | - 园艺委员会 - 地产委员会 - 分类营业委员会 - 电影检查委员会 - 方单地税委员会 |

### 公董局各执行机构
法租界公董局，下设13个部门，以执行租界内的相关事务：

| - 督办办公室 - 市政总理处 - 技政总管部 - 警务处 - 火政处 | - 公共工程处 - 医务处 - 公共卫生救济处 - 司法顾问处 - 种植培养处 | - 气象台和无线电台 - 宰牲场 - 庶务处 |

## 法租界公董局大楼

### 旧址
公董局最初设在法领事馆（今金陵东路2号）办公。1863年，公董局征用原福建会馆下的泉漳别院地块建造公董局大楼（今金陵东路174号）。该楼是一幢两层砖石混合结构西洋建筑，坐北朝南，以中间的大门为中轴线，两侧对称。地下设有防潮层。有马蹄状的扶梯从两侧通往大门。中轴线的楼顶设计为穹顶，在二层顶上与穹顶之间设计为三角形的门楣，在这个三角形的门楣中间安装了一只自鸣钟，当时也被人叫做大自鸣钟大楼。大楼建成后，法租界的麦兰巡捕房也设在这栋大楼里。

### 新址
由于原公董局大楼过于破旧，而且法租界在其后扩张致公董局编制不断增加，原大楼不敷使用。1928年公董局在霞飞路重造新办公大楼。新楼为两层砖木结构，占地面积6307平方米，建筑面积7800平方米，坐南朝北，正面临霞飞路。墙体大多使用机制红砖、红瓦；在今临马当路、兴安路、淡水路处建有副楼，整个建筑平面呈“回”字形。
1945年抗战胜利后，租界收回，该局址为国民政府上海市政府接管，社会局、教育局、地政局、财政局设在概楼内。1985年起为比乐中学校址。
1989年，市人民政府公布的首批市级保护的优秀近代建筑内就有法租界公董局大楼。
1999年，大楼的大部分被拆除，仅保留沿街的部分，并于成为新建的中环广场的裙楼。